# 小絲源太郎

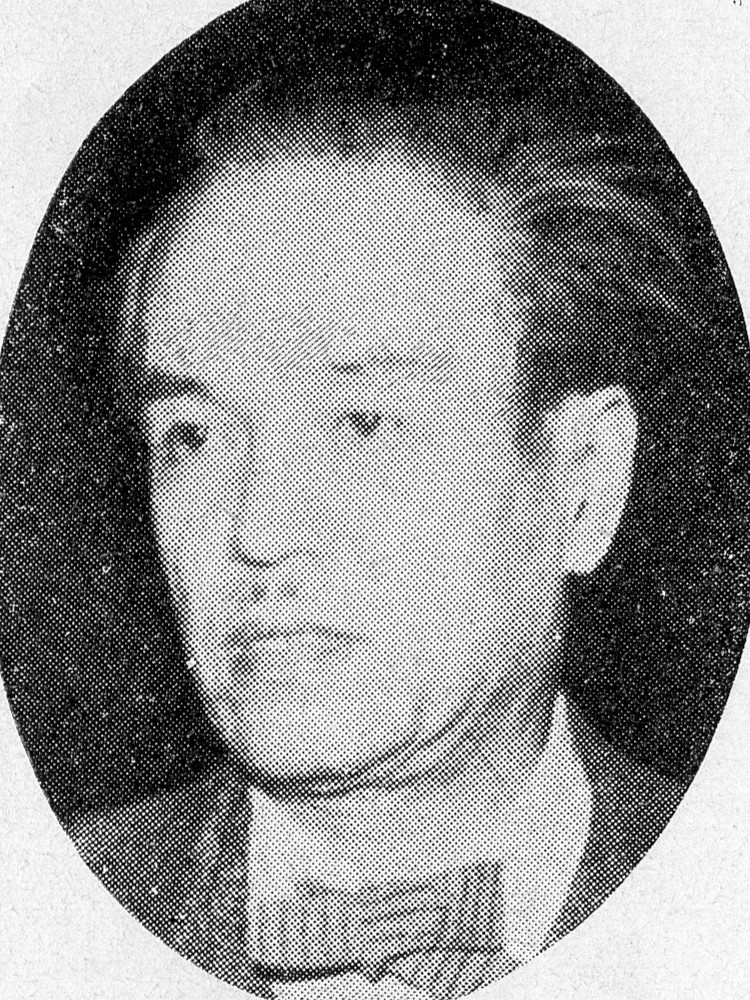
小絲源太郎

小絲 源太郎（こいと げんたろう、新字体：小糸 源太郎、1887年〈明治20年〉7月13日 - 1978年〈昭和53年〉2月6日）は、洋画家、版画家。東京府東京市下谷区（現東京都台東区）生まれ。

## 経歴
小絲源四郎、はなの長男として東京市下谷区上野元黒門町20番地（現在の東京都台東区）に生まれる。生家は料理屋で、「揚げ出し」の名で知られた。1904年（明治37年）に東京の神田中学校を卒業、白馬会の展覧会で藤島武二の「蝶」を見て感動、画家を志す。翌春、藤島の指導する白馬会駒込研究所に入り、デッサンを学ぶ。
1911年（明治42年）に東京美術学校金工科卒業、同年西洋画科に転入するが中退。在学中の1910年（明治43年）、文展に入選。1933年（昭和8年）帝展の審査員に就任 。木版画を岡田清次郎の彫り、西村熊吉の摺りにより発表する。金沢美術工芸大学教授、東京芸術大学教授を務めた。当初は、印象派に影響を受けた画風であったが、大正末年には写実的で穏健な画風となり、明快で強い画風に変えてから、評価されるようになった。
晩年には簡潔な形態と色彩のはっきりした画面によって独自の画風を作った。1954年（昭和29年）、日本芸術院賞受賞、1959年（昭和34年）、日本芸術院会員。1961年（昭和36年）、日展常務理事。1965年（昭和40年）、文化勲章受章（同日文化功労者）。同年の第16回NHK紅白歌合戦（NHK総合・ラジオ第1）で審査員の一人を務めた。作品に「春雪」、「冬の虹」等。

## 作品
- 「不忍の富士」　木版画　1933年　岡田清次郎彫り、西村熊吉摺り

## 画集
- 『小糸源太郎画集』 美術工芸会、1935年
- 日本現代画家選『小糸源太郎』 美術出版社、1957年
- 『小糸源太郎作品集』 美術出版社、1965年
- 『小糸源太郎』 三彩社、1971年
- 『現代日本の美術 7 岡田三郎助・小糸源太郎』 集英社、1975年

## 展覧会
- 「小絲源太郎展」 東急百貨店、1976年
- 「小糸源太郎展 油彩で描く日本の『いき』」 西武美術館、1988年